# Міжнародний кінофестиваль у Ванкувері

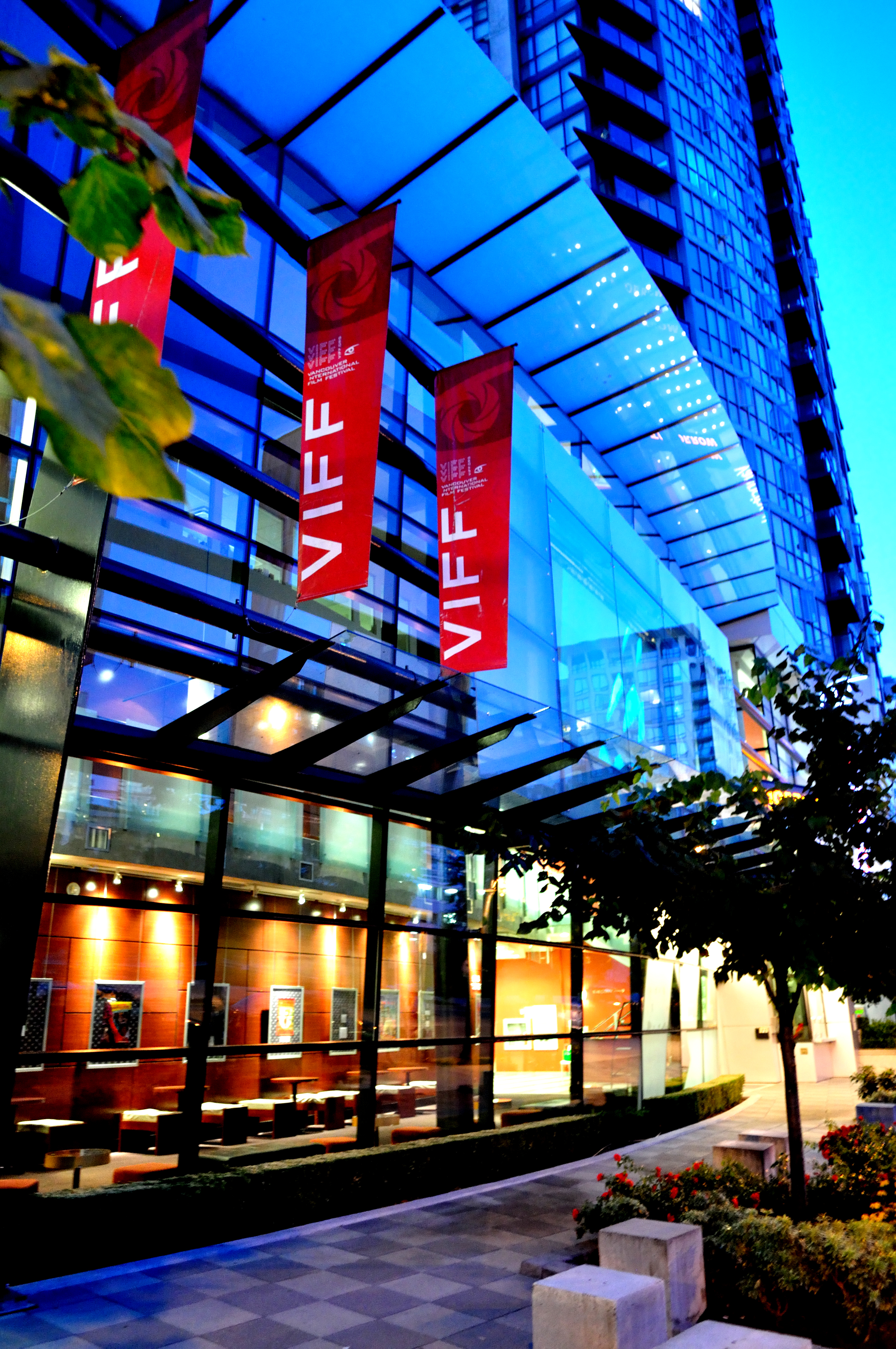
, відкритий у 2005 році, є головним офісом фестивалю та одним з місць його проведення

Міжнародний кінофестиваль у Ванкувері (англ. (Vancouver International Film Festival, VIFF) — кінофестиваль, який щорічно проходить в канадському місті Ванкувері наприкінці вересня — початку жовтня й триває протягом двох тижнів та є одним з найбільших кінофестивалів Північної Америки.

## Історія та опис
Уперше Ванкуверський міжнародний кінофестиваль проходив у 1982 році, його проведенням займається некомерційна благодійна організація Товариство міжнародного кінофестивалю Великого Ванкувера (англ. Greater Vancouver International Film Festival Society).
Відмінними рисами Ванкуверського кінофестивалю, які роблять його унікальним, є найбільша програма східноазіатського кіно за межами Східної Азії; одна з найбільших програм канадського кіно у світі; одна з найбільших програм неігрового кіно на фестивалі, що не присвячена виключно документальному кінематографу.
Щороку на фестивалі демонструють фільми з приблизно 80 країн світу на 10 екранах. До міжнародної програми входять не лише стрічки, що вже дістали визнання на найбільших міжнародних кінофестивалях, але й багато менш відомих фільмів. На відміну від іншого великого канадського кінематографічного фестивалю, кінофестивалю в Торонто, Ванкуверський фестиваль орієнтований перш за все не на представників кіноіндустрії, а на рядових глядачів, тому проходить він з меншою помпою, але привертає масу любителів гарного кіно.

## Конкурсна програма
- Міжнародна програма
- Канадські фільми
- Dragons & Tigers: Кіно Східної Азії
- Неігрове кіно
- Неігрове кіно: Мистецтво та література
- Кіно нашого часу
- Французький акцент
- Фільми екологічної тематики

## Нагороди
Щороку на фестивалі вручають низку нагород, які присуджує як журі, так і аудиторія фестивалю (призи глядацьких симпатій). Передбачені й міжнародні номінації, і окремі номінації для канадських фільмів — як і більшість інших кінофестивалів у різних країнах світу, фестиваль у Ванкувері активно підтримує національний кінематограф.

## Участь України
У 2017 році в міжнародній конкурсній програмі фестивалю взяв участь фільм Тараса Ткаченка «Гніздо горлиці», створений за підтримки Держкіно України, де відбулася його Північноамериканська прем'єра.
У 2018 році до участі в міжнародному конкурсі фестивалю, який проходитиме з 27 вересня до 12 жовтня, була відібрана дебютна повнометражна ігрова стрічка Романа Бондарчука «Вулкан», створена у копродукції України, Німеччини та Монако.